# Kilmarnock
Kilmarnock é uma cidade  localizada no estado norte-americano de Virginia, no Condado de Lancaster e Condado de Northumberland.

## Demografia
Segundo o censo norte-americano de 2000, a sua população era de 1244 habitantes.
Em 2006, foi estimada uma população de 1201, um decréscimo de 43 (-3.5%).

## Geografia
De acordo com o United States Census Bureau tem uma área de
7,4 km², dos quais 7,4 km² cobertos por terra e 0,0 km² cobertos por água.

## Localidades na vizinhança
O diagrama seguinte representa as localidades num raio de 36 km ao redor de Kilmarnock.